# Pušča (Murska Sobota, Slovenija)
Pušča (prekomurski Püšča) je romsko naselje u slovenskoj Općini Murska Sobota. Pušča se nalazi u pokrajini Prekomurju i statističkoj regiji Pomurju. Naselje je osnovano 2002. godine izdvajanjem iz naselja
Černelavci.

## Stanovništvo
Prema popisu stanovništva iz 2002. godine naselje je imalo 547 stanovnika.